# Rollstuhlcurling-Weltmeisterschaft 2005
Die Rollstuhlcurling-Weltmeisterschaft 2005 war die 3. Austragung der Welttitelkämpfe im Rollstuhlcurling. Das Turnier fand vom 17. bis 22. Januar des Jahres im schottischen Glasgow statt. Die Gastgeber erreichten erneut das Finale und konnten gegen Dänemark (7:6) ihren zweiten Titel und die Titelverteidigung feiern.
Gespielt wurde ein Rundenturnier (Round Robin), was bedeutet, dass in den Gruppen Jeder gegen jeden antritt.

## Teilnehmer

### Gruppe A
| Dänemark | England | Japan | Norwegen |
| --- | --- | --- | --- |
| Skip: Kenneth Ørbæk Third: Rosita Jensen Second: Jørn Kristensen Lead: Bjarne Jensen Ersatz: Sussie Pedersen Trainer: Per Christensen          | Skip: George Windram Third: Ian Wakenshaw Second: Dave Quarrie Lead: Valerie Robertson Ersatz: Garry Robson Trainer: Joan Reed | Skip: Yoji Nakajima Third: Katsuo Ichikawa Second: Takashi Hidai Lead: Ayako Saitoh Ersatz: Toru Utumi Trainer: Kumiko Ogihara        | Skip: Paul Aksel Johansen Third: Geir Arne Skogstad Second: Lene Tystad Lead: Trine Fissum Ersatz: Rune Lorentsen Trainer: Ingrid Claussen |
| Russland | Schottland | Vereinigte Staaten | Wales |
| Skip: Wiktor Jerschow Third: Andrei Smirnow Second: Nikolai Melnikow Lead: Oksana Slessarenko Ersatz: Waleri Tschepilko Trainer: Oleg Narinjan | Skip: Frank Duffy Third: Michael McCreadie Second: Tom Killin Lead: Angie Malone Ersatz: Ken Dickson Trainer: Jane Sanderson   | Skip: Mark Taylor Third: James Pierce Second: James Joseph Lead: Missy Keiser Ersatz: Bob Prenoveau Trainer: Bill Rotton, Diane Brown | Skip: Mike Preston Third: Clark Shiels Second: Ian Jones Lead: Marion Harrison Ersatz: Peter Knapper Trainer: John Stone                   |

### Gruppe B
| Bulgarien | Deutschland | Italien | Kanada |
| --- | --- | --- | --- |
| Skip: Iwan Chopow Third: Swetozar Kirow Second: Rumen Panajotow Lead: Neli Sabewa Ersatz: Stela Enewa Trainer: Dimitar Dimitrow                                  | Skip: Jens Jäger Third: Jens Gäbel Second: Christian Conrad Lead: Inge Wenzler Ersatz: Jürgen Sommer Trainer: Bernd Weisser, Katja Weisser        | Skip: Egidio Marchese Third: Orazio Fagone Second: Lucrezia Cementano Lead: Danilo Destro Ersatz: Pierino Gaspard Trainer: Mauro Maino | Skip: Chris Daw Third: Bruce McAninch Second: Jim Primavera Lead: Karen Blachford Ersatz: Gerry Austgarden Trainer: Amy Reid, Joe Rea |
| Polen | Schweden | Schweiz | Südkorea |
| Skip: Eugeniusz Błaszczak Third: Arkadiusz Pawłowski Second: Ireneusz Joński Lead: Magdalena Karlewska Ersatz: Katarzyna Bielawska Trainer: Arkadiusz Detyniecki | Skip: Jalle Jungnell Third: Glenn Ikonen Second: Rolf Johansson Lead: Anette Wilhelm Ersatz: Bernt Sjöberg Trainer: Olle Brudsten, Thomas Wilhelm | Skip: Urs Bucher Third: Manfred Bolliger Second: Cesare Cassani Lead: Therese Kämpfer Ersatz: Erwin Lauper Trainer: Urs Keller         | Skip: Kim Hak-sung Third: Kim Myung-jin Second: Cho Yang-hyun Lead: Cho Yae-lee Ersatz: Ham Dong-hee Trainer: Kim Chang-gyu           |

## Tabellen der Round Robin

### Gruppe A
Schottland zog ungeschlagen in das Halbfinale ein. Den Dänen gelang erstmals das Erreichen des Halbfinales.
| Platz | Team               | Spiele | Siege | Ndlg. |
| ----- | ------------------ | ------ | ----- | ----- |
| 1.    | Schottland         | 7      | 7     | 0     |
| 2.    | Dänemark           | 7      | 5     | 2     |
| 3.    | Norwegen           | 7      | 4     | 3     |
| 4.    | Vereinigte Staaten | 7      | 3     | 4     |
| 5.    | England            | 7      | 3     | 4     |
| 6.    | Wales              | 7      | 2     | 5     |
| 7.    | Japan              | 7      | 2     | 5     |
| 8.    | Russland           | 7      | 2     | 5     |

### Gruppe B
Für das Halbfinale qualifizierten sich Schweden wie auch die Schweizer.
| Platz | Team        | Spiele | Siege | Ndlg. |
| ----- | ----------- | ------ | ----- | ----- |
| 1.    | Schweden    | 7      | 6     | 1     |
| 2.    | Schweiz     | 7      | 6     | 1     |
| 3.    | Kanada      | 7      | 5     | 2     |
| 4.    | Südkorea    | 7      | 5     | 2     |
| 5.    | Italien     | 7      | 3     | 4     |
| 6.    | Bulgarien   | 7      | 2     | 5     |
| 7.    | Deutschland | 7      | 1     | 6     |
| 8.    | Polen       | 7      | 0     | 7     |

## Ergebnisse der Gruppe A

### Runde 1
- Montag, 17. Januar 2005 13:30 Uhr

| Team       |    | 1 | 2 | 3 | 4 | 5 | 6 | Gesamt |
| ---------- | -- | - | - | - | - | - | - | ------ |
| Schottland | 🔨 | 3 | 2 | 2 | 0 | 0 | 3 | 10     |
| Japan      |    | 0 | 0 | 0 | 1 | 1 | 0 | 2      |

| Team    |    | 1 | 2 | 3 | 4 | 5 | 6 | Gesamt |
| ------- | -- | - | - | - | - | - | - | ------ |
| England | 🔨 | 1 | 1 | 2 | 0 | 1 | 0 | 5      |
| Wales   |    | 0 | 0 | 0 | 2 | 0 | 1 | 3      |

| Team               |    | 1 | 2 | 3 | 4 | 5 | 6 | 7 | Gesamt |
| ------------------ | -- | - | - | - | - | - | - | - | ------ |
| Vereinigte Staaten | 🔨 | 0 | 0 | 4 | 0 | 0 | 1 | 0 | 5      |
| Norwegen           |    | 1 | 1 | 0 | 1 | 2 | 0 | 1 | 6      |

| Team     |    | 1 | 2 | 3 | 4 | 5 | 6 | Gesamt |
| -------- | -- | - | - | - | - | - | - | ------ |
| Dänemark | 🔨 | 1 | 3 | 1 | 0 | 3 | 0 | 8      |
| Russland |    | 0 | 0 | 0 | 2 | 0 | 2 | 4      |

### Runde 2
- Dienstag, 18. Januar 2005 09:30 Uhr

| Team     |    | 1 | 2 | 3 | 4 | 5 | 6 | Gesamt |
| -------- | -- | - | - | - | - | - | - | ------ |
| Norwegen |    | 0 | 0 | 3 | 0 | 1 | 0 | 4      |
| Russland | 🔨 | 2 | 1 | 0 | 1 | 0 | 1 | 5      |

| Team               |    | 1 | 2 | 3 | 4 | 5 | 6 | Gesamt |
| ------------------ | -- | - | - | - | - | - | - | ------ |
| Vereinigte Staaten | 🔨 | 0 | 0 | 1 | 0 | 1 | 0 | 2      |
| Dänemark           |    | 1 | 1 | 0 | 3 | 0 | 1 | 6      |

| Team  |    | 1 | 2 | 3 | 4 | 5 | 6 | Gesamt |
| ----- | -- | - | - | - | - | - | - | ------ |
| Japan | 🔨 | 0 | 0 | 0 | 1 | 1 | 1 | 3      |
| Wales |    | 1 | 1 | 2 | 0 | 0 | 0 | 4      |

| Team       |    | 1 | 2 | 3 | 4 | 5 | 6 | Gesamt |
| ---------- | -- | - | - | - | - | - | - | ------ |
| Schottland | 🔨 | 0 | 0 | 1 | 0 | 2 | 1 | 4      |
| England    |    | 1 | 1 | 0 | 1 | 0 | 0 | 3      |

### Runde 3
- Dienstag, 18. Januar 2005 16:30 Uhr

| Team               |    | 1 | 2 | 3 | 4 | 5 | 6 | 7 | Gesamt |
| ------------------ | -- | - | - | - | - | - | - | - | ------ |
| Vereinigte Staaten |    | 0 | 2 | 1 | 0 | 1 | 0 | 1 | 5      |
| Wales              | 🔨 | 2 | 0 | 0 | 1 | 0 | 1 | 0 | 4      |

| Team       |    | 1 | 2 | 3 | 4 | 5 | 6 | 7 | Gesamt |
| ---------- | -- | - | - | - | - | - | - | - | ------ |
| Schottland |    | 2 | 0 | 3 | 0 | 1 | 0 | 1 | 7      |
| Russland   | 🔨 | 0 | 3 | 0 | 2 | 0 | 1 | 0 | 6      |

| Team     |    | 1 | 2 | 3 | 4 | 5 | 6 | Gesamt |
| -------- | -- | - | - | - | - | - | - | ------ |
| Dänemark | 🔨 | 1 | 2 | 2 | 0 | 0 | 2 | 7      |
| England  |    | 0 | 0 | 0 | 1 | 1 | 0 | 2      |

| Team     |    | 1 | 2 | 3 | 4 | 5 | 6 | Gesamt |
| -------- | -- | - | - | - | - | - | - | ------ |
| Japan    |    | 0 | 0 | 1 | 0 | 0 | 1 | 2      |
| Norwegen | 🔨 | 1 | 1 | 0 | 2 | 1 | 0 | 5      |

### Runde 4
- Mittwoch, 19. Januar 2005 09:30 Uhr

| Team     |    | 1 | 2 | 3 | 4 | 5 | 6 | 7 | Gesamt |
| -------- | -- | - | - | - | - | - | - | - | ------ |
| England  | 🔨 | 0 | 0 | 1 | 0 | 2 | 1 | 0 | 4      |
| Norwegen |    | 1 | 1 | 0 | 2 | 0 | 0 | 1 | 5      |

| Team     |    | 1 | 2 | 3 | 4 | 5 | 6 | Gesamt |
| -------- | -- | - | - | - | - | - | - | ------ |
| Dänemark |    | 0 | 1 | 2 | 0 | 1 | 0 | 4      |
| Japan    | 🔨 | 2 | 0 | 0 | 4 | 0 | 1 | 7      |

| Team               |    | 1 | 2 | 3 | 4 | 5 | 6 | Gesamt |
| ------------------ | -- | - | - | - | - | - | - | ------ |
| Schottland         | 🔨 | 1 | 0 | 0 | 1 | 2 | 2 | 6      |
| Vereinigte Staaten |    | 0 | 3 | 1 | 0 | 0 | 0 | 4      |

| Team     |    | 1 | 2 | 3 | 4 | 5 | 6 | Gesamt |
| -------- | -- | - | - | - | - | - | - | ------ |
| Russland |    | 0 | 0 | 3 | 0 | 0 | 0 | 3      |
| Wales    | 🔨 | 2 | 1 | 0 | 1 | 2 | 1 | 7      |

### Runde 5
- Mittwoch, 19. Januar 2005 16:30 Uhr

| Team       |    | 1 | 2 | 3 | 4 | 5 | 6 | Gesamt |
| ---------- | -- | - | - | - | - | - | - | ------ |
| Dänemark   | 🔨 | 1 | 0 | 1 | 0 | 1 | 0 | 3      |
| Schottland |    | 0 | 3 | 0 | 2 | 0 | 2 | 7      |

| Team     |    | 1 | 2 | 3 | 4 | 5 | 6 | Gesamt |
| -------- | -- | - | - | - | - | - | - | ------ |
| Wales    |    | 0 | 1 | 0 | 1 | 1 | 0 | 3      |
| Norwegen | 🔨 | 3 | 0 | 1 | 0 | 0 | 1 | 5      |

| Team     |    | 1 | 2 | 3 | 4 | 5 | 6 | Gesamt |
| -------- | -- | - | - | - | - | - | - | ------ |
| England  |    | 2 | 0 | 0 | 1 | 0 | 3 | 6      |
| Russland | 🔨 | 0 | 3 | 1 | 0 | 1 | 0 | 5      |

| Team               |    | 1 | 2 | 3 | 4 | 5 | 6 | Gesamt |
| ------------------ | -- | - | - | - | - | - | - | ------ |
| Vereinigte Staaten | 🔨 | 2 | 1 | 0 | 1 | 2 | 0 | 6      |
| Japan              |    | 0 | 0 | 3 | 0 | 0 | 2 | 5      |

### Runde 6
- Donnerstag, 20. Januar 2005 09:30 Uhr

| Team    |    | 1 | 2 | 3 | 4 | 5 | 6 | Gesamt |
| ------- | -- | - | - | - | - | - | - | ------ |
| Japan   |    | 0 | 3 | 0 | 2 | 0 | 0 | 5      |
| England | 🔨 | 2 | 0 | 1 | 0 | 1 | 3 | 7      |

| Team               |    | 1 | 2 | 3 | 4 | 5 | 6 | Gesamt |
| ------------------ | -- | - | - | - | - | - | - | ------ |
| Russland           | 🔨 | 1 | 0 | 1 | 2 | 0 | 1 | 5      |
| Vereinigte Staaten |    | 0 | 1 | 0 | 0 | 1 | 0 | 2      |

| Team       |    | 1 | 2 | 3 | 4 | 5 | 6 | Gesamt |
| ---------- | -- | - | - | - | - | - | - | ------ |
| Wales      |    | 0 | 0 | 0 | 1 | 0 | 0 | 1      |
| Schottland | 🔨 | 2 | 1 | 2 | 0 | 1 | 1 | 7      |

| Team     |    | 1 | 2 | 3 | 4 | 5 | 6 | Gesamt |
| -------- | -- | - | - | - | - | - | - | ------ |
| Norwegen |    | 4 | 0 | 0 | 0 | 0 | 0 | 4      |
| Dänemark | 🔨 | 0 | 3 | 1 | 1 | 4 | 2 | 11     |

### Runde 7
- Donnerstag, 20. Januar 2005 16:30 Uhr

| Team     |    | 1 | 2 | 3 | 4 | 5 | 6 | Gesamt |
| -------- | -- | - | - | - | - | - | - | ------ |
| Wales    | 🔨 | 2 | 0 | 0 | 0 | 0 | X | 2      |
| Dänemark |    | 0 | 6 | 4 | 2 | 1 | X | 13     |

| Team       |    | 1 | 2 | 3 | 4 | 5 | 6 | Gesamt |
| ---------- | -- | - | - | - | - | - | - | ------ |
| Norwegen   | 🔨 | 0 | 3 | 0 | 0 | 0 | 0 | 3      |
| Schottland |    | 1 | 0 | 3 | 1 | 1 | 3 | 9      |

| Team     |    | 1 | 2 | 3 | 4 | 5 | 6 | Gesamt |
| -------- | -- | - | - | - | - | - | - | ------ |
| Russland |    | 2 | 0 | 0 | 0 | 0 | 2 | 4      |
| Japan    | 🔨 | 0 | 1 | 1 | 4 | 1 | 0 | 7      |

| Team               |    | 1 | 2 | 3 | 4 | 5 | 6 | Gesamt |
| ------------------ | -- | - | - | - | - | - | - | ------ |
| England            | 🔨 | 1 | 0 | 0 | 0 | 2 | 0 | 3      |
| Vereinigte Staaten |    | 0 | 4 | 3 | 1 | 0 | 2 | 10     |

## Ergebnisse der Gruppe B

### Runde 1
- Montag, 17. Januar 2005 17:00 Uhr

| Team    |    | 1 | 2 | 3 | 4 | 5 | 6 | Gesamt |
| ------- | -- | - | - | - | - | - | - | ------ |
| Schweiz | 🔨 | 2 | 1 | 1 | 0 | 5 | 5 | 14     |
| Polen   |    | 0 | 0 | 0 | 1 | 0 | 0 | 1      |

| Team        |    | 1 | 2 | 3 | 4 | 5 | 6 | Gesamt |
| ----------- | -- | - | - | - | - | - | - | ------ |
| Kanada      | 🔨 | 1 | 2 | 1 | 0 | 0 | 1 | 5      |
| Deutschland |    | 0 | 0 | 0 | 1 | 1 | 0 | 2      |

| Team     |    | 1 | 2 | 3 | 4 | 5 | 6 | Gesamt |
| -------- | -- | - | - | - | - | - | - | ------ |
| Italien  | 🔨 | 0 | 0 | 0 | 0 | 0 | 0 | 0      |
| Südkorea |    | 3 | 1 | 1 | 1 | 3 | 1 | 10     |

| Team      |    | 1 | 2 | 3 | 4 | 5 | 6 | Gesamt |
| --------- | -- | - | - | - | - | - | - | ------ |
| Schweden  | 🔨 | 0 | 1 | 4 | 0 | 0 | 1 | 6      |
| Bulgarien |    | 1 | 0 | 0 | 1 | 1 | 0 | 3      |

### Runde 2
- Dienstag, 18. Januar 2005 13:00 Uhr

| Team      |    | 1 | 2 | 3 | 4 | 5 | 6 | Gesamt |
| --------- | -- | - | - | - | - | - | - | ------ |
| Südkorea  |    | 0 | 1 | 1 | 3 | 2 | 0 | 7      |
| Bulgarien | 🔨 | 1 | 0 | 0 | 0 | 0 | 3 | 4      |

| Team     |    | 1 | 2 | 3 | 4 | 5 | 6 | Gesamt |
| -------- | -- | - | - | - | - | - | - | ------ |
| Italien  | 🔨 | 0 | 2 | 0 | 2 | 1 | 0 | 5      |
| Schweden |    | 2 | 0 | 5 | 0 | 0 | 1 | 8      |

| Team        |    | 1 | 2 | 3 | 4 | 5 | 6 | 7 | Gesamt |
| ----------- | -- | - | - | - | - | - | - | - | ------ |
| Polen       | 🔨 | 0 | 2 | 1 | 1 | 0 | 0 | 0 | 4      |
| Deutschland |    | 1 | 0 | 0 | 0 | 2 | 1 | 2 | 6      |

| Team    |    | 1 | 2 | 3 | 4 | 5 | 6 | Gesamt |
| ------- | -- | - | - | - | - | - | - | ------ |
| Schweiz | 🔨 | 0 | 1 | 3 | 4 | 0 | 3 | 11     |
| Kanada  |    | 2 | 0 | 0 | 0 | 1 | 0 | 3      |

### Runde 3
- Dienstag, 18. Januar 2005 20:00 Uhr

| Team        |    | 1 | 2 | 3 | 4 | 5 | 6 | Gesamt |
| ----------- | -- | - | - | - | - | - | - | ------ |
| Italien     |    | 0 | 5 | 1 | 3 | 2 | 0 | 11     |
| Deutschland | 🔨 | 1 | 0 | 0 | 0 | 0 | 1 | 2      |

| Team      |    | 1 | 2 | 3 | 4 | 5 | 6 | Gesamt |
| --------- | -- | - | - | - | - | - | - | ------ |
| Schweiz   |    | 0 | 0 | 4 | 2 | 3 | 1 | 10     |
| Bulgarien | 🔨 | 2 | 1 | 0 | 0 | 0 | 0 | 3      |

| Team     |    | 1 | 2 | 3 | 4 | 5 | 6 | Gesamt |
| -------- | -- | - | - | - | - | - | - | ------ |
| Schweden | 🔨 | 2 | 0 | 1 | 2 | 1 | 1 | 7      |
| Kanada   |    | 0 | 1 | 0 | 0 | 0 | 0 | 1      |

| Team     |    | 1 | 2 | 3 | 4 | 5 | 6 | Gesamt |
| -------- | -- | - | - | - | - | - | - | ------ |
| Polen    |    | 0 | 0 | 0 | 0 | 0 | 0 | 0      |
| Südkorea | 🔨 | 1 | 1 | 2 | 3 | 2 | 1 | 10     |

### Runde 4
- Mittwoch, 19. Januar 2005 13:00 Uhr

| Team     |    | 1 | 2 | 3 | 4 | 5 | 6 | Gesamt |
| -------- | -- | - | - | - | - | - | - | ------ |
| Kanada   | 🔨 | 3 | 1 | 0 | 1 | 0 | 0 | 5      |
| Südkorea |    | 0 | 0 | 2 | 0 | 1 | 1 | 4      |

| Team     |    | 1 | 2 | 3 | 4 | 5 | 6 | Gesamt |
| -------- | -- | - | - | - | - | - | - | ------ |
| Schweden |    | 3 | 3 | 0 | 1 | 1 | 0 | 8      |
| Polen    | 🔨 | 0 | 0 | 2 | 0 | 0 | 1 | 3      |

| Team    |    | 1 | 2 | 3 | 4 | 5 | 6 | Gesamt |
| ------- | -- | - | - | - | - | - | - | ------ |
| Schweiz | 🔨 | 1 | 1 | 0 | 3 | 2 | 2 | 9      |
| Italien |    | 0 | 0 | 2 | 0 | 0 | 0 | 2      |

| Team        |    | 1 | 2 | 3 | 4 | 5 | 6 | Gesamt |
| ----------- | -- | - | - | - | - | - | - | ------ |
| Bulgarien   |    | 1 | 1 | 0 | 2 | 0 | 2 | 6      |
| Deutschland | 🔨 | 0 | 0 | 1 | 0 | 1 | 0 | 2      |

### Runde 5
- Mittwoch, 19. Januar 2005 20:00 Uhr

| Team     |    | 1 | 2 | 3 | 4 | 5 | 6 | Gesamt |
| -------- | -- | - | - | - | - | - | - | ------ |
| Schweden | 🔨 | 2 | 2 | 0 | 0 | 1 | 0 | 5      |
| Schweiz  |    | 0 | 0 | 1 | 2 | 0 | 1 | 4      |

| Team        |    | 1 | 2 | 3 | 4 | 5 | 6 | Gesamt |
| ----------- | -- | - | - | - | - | - | - | ------ |
| Deutschland |    | 0 | 0 | 0 | 1 | 0 | 1 | 2      |
| Südkorea    | 🔨 | 1 | 1 | 3 | 0 | 2 | 0 | 7      |

| Team      |    | 1 | 2 | 3 | 4 | 5 | 6 | Gesamt |
| --------- | -- | - | - | - | - | - | - | ------ |
| Kanada    |    | 0 | 0 | 3 | 3 | 0 | 0 | 6      |
| Bulgarien | 🔨 | 1 | 1 | 0 | 0 | 1 | 1 | 4      |

| Team    |    | 1 | 2 | 3 | 4 | 5 | 6 | Gesamt |
| ------- | -- | - | - | - | - | - | - | ------ |
| Italien | 🔨 | 4 | 2 | 3 | 1 | 0 | 2 | 12     |
| Polen   |    | 0 | 0 | 0 | 0 | 2 | 0 | 2      |

### Runde 6
- Donnerstag, 20. Januar 2005 13:00 Uhr

| Team   |    | 1 | 2 | 3 | 4 | 5 | 6 | Gesamt |
| ------ | -- | - | - | - | - | - | - | ------ |
| Polen  |    | 0 | 0 | 0 | 2 | 0 | 0 | 2      |
| Kanada | 🔨 | 2 | 1 | 2 | 0 | 3 | 2 | 10     |

| Team      |    | 1 | 2 | 3 | 4 | 5 | 6 | Gesamt |
| --------- | -- | - | - | - | - | - | - | ------ |
| Bulgarien |    | 0 | 0 | 5 | 1 | 0 | 0 | 6      |
| Italien   | 🔨 | 3 | 2 | 0 | 0 | 3 | 4 | 12     |

| Team        |    | 1 | 2 | 3 | 4 | 5 | 6 | Gesamt |
| ----------- | -- | - | - | - | - | - | - | ------ |
| Deutschland |    | 0 | 2 | 0 | 0 | 1 | 0 | 3      |
| Schweiz     | 🔨 | 4 | 0 | 2 | 1 | 0 | 4 | 11     |

| Team     |    | 1 | 2 | 3 | 4 | 5 | 6 | Gesamt |
| -------- | -- | - | - | - | - | - | - | ------ |
| Südkorea |    | 2 | 0 | 2 | 3 | 3 | X | 10     |
| Schweden | 🔨 | 0 | 2 | 0 | 0 | 0 | X | 2      |

### Runde 7
- Donnerstag, 20. Januar 2005 20:00 Uhr

| Team        |    | 1 | 2 | 3 | 4 | 5 | 6 | Gesamt |
| ----------- | -- | - | - | - | - | - | - | ------ |
| Deutschland | 🔨 | 0 | 2 | 1 | 0 | 3 | 0 | 6      |
| Schweden    |    | 1 | 0 | 0 | 4 | 0 | 2 | 7      |

| Team     |    | 1 | 2 | 3 | 4 | 5 | 6 | Gesamt |
| -------- | -- | - | - | - | - | - | - | ------ |
| Südkorea | 🔨 | 1 | 0 | 0 | 0 | 0 | 4 | 5      |
| Schweiz  |    | 0 | 2 | 2 | 1 | 2 | 0 | 7      |

| Team      |    | 1 | 2 | 3 | 4 | 5 | 6 | Gesamt |
| --------- | -- | - | - | - | - | - | - | ------ |
| Bulgarien |    | 2 | 0 | 2 | 0 | 0 | 2 | 6      |
| Polen     | 🔨 | 0 | 2 | 0 | 1 | 1 | 0 | 4      |

| Team    |    | 1 | 2 | 3 | 4 | 5 | 6 | Gesamt |
| ------- | -- | - | - | - | - | - | - | ------ |
| Kanada  | 🔨 | 1 | 1 | 0 | 3 | 1 | 0 | 6      |
| Italien |    | 0 | 0 | 1 | 0 | 0 | 1 | 2      |

## Play-off

### Halbfinale
- Samstag, 22. Januar 2005 10:00 Uhr

| Team       |    | 1 | 2 | 3 | 4 | 5 | 6 | 7 | Gesamt |
| ---------- | -- | - | - | - | - | - | - | - | ------ |
| Schweiz    | 🔨 | 1 | 1 | 0 | 1 | 0 | 1 | 0 | 4      |
| Schottland |    | 0 | 0 | 1 | 0 | 3 | 0 | 3 | 7      |

| Team     |    | 1 | 2 | 3 | 4 | 5 | 6 | Gesamt |
| -------- | -- | - | - | - | - | - | - | ------ |
| Schweden |    | 0 | 0 | 0 | 1 | 0 | 0 | 1      |
| Dänemark | 🔨 | 1 | 1 | 3 | 0 | 1 | 1 | 7      |

### Spiel um Bronzemedaille
- Samstag, 22. Januar 2005 14:00 Uhr

| Team     |    | 1 | 2 | 3 | 4 | 5 | 6 | Gesamt |
| -------- | -- | - | - | - | - | - | - | ------ |
| Schweiz  | 🔨 | 3 | 1 | 3 | 3 | X | X | 10     |
| Schweden |    | 0 | 0 | 0 | 0 | X | X | 0      |

### Finale
- Samstag, 22. Januar 2005 14:00 Uhr

| Team       |    | 1 | 2 | 3 | 4 | 5 | 6 | Gesamt |
| ---------- | -- | - | - | - | - | - | - | ------ |
| Schottland |    | 0 | 2 | 3 | 0 | 0 | 2 | 7      |
| Dänemark   | 🔨 | 3 | 0 | 0 | 2 | 1 | 0 | 6      |

### Endstand
| Platz | Land               |
| ----- | ------------------ |
| 1     | Schottland         |
| 2     | Dänemark           |
| 3     | Schweiz            |
| 4     | Schweden           |
| 5     | Norwegen           |
| 6     | Kanada             |
| 7     | Südkorea           |
| 8     | Vereinigte Staaten |
| 9     | Italien            |
| 10    | England            |
| 11    | Wales              |
| 12    | Bulgarien          |
| 13    | Japan              |
| 13    | Deutschland        |
| 15    | Polen              |
| 15    | Russland           |